# Ford megye (Kansas)
Ford megye az Amerikai Egyesült Államokban, azon belül Kansas államban található. Megyeszékhelye és legnagyobb városa Dodge City. Lakosainak száma 34 287 fő (2020. április 1.). Ford megye Hodgeman, Clark, Meade, Gray, Edwards és Kiowa megyékkel határos.

## Népesség
A megye népességének változása:
| Lakosok száma | 34 056 | 34 378 | 34 675 | 34 819 | 34 536 | 34 287 |
|               | 2010   | 2011   | 2012   | 2013   | 2015   | 2020   |